# Koskowice
Koskowice (niem. Koischwitz) – wieś w Polsce położona w województwie dolnośląskim, w powiecie legnickim, w gminie Legnickie Pole. W latach 1954–1972 wieś należała i była siedzibą władz gromady Koskowice. W latach 1975–1998 miejscowość administracyjnie należała do województwa legnickiego.
W pobliżu, na północ od wsi, znajduje się Jezioro Koskowickie – relikt polodowcowy, część Pojezierza Legnickiego.

## Nazwa
Wieś wzmiankowana po raz pierwszy w łacińskim dokumencie z 1223 roku wydanym przez biskupa wrocławskiego Lorenza gdzie zanotowana została w formie „Coscovice”. Do języka niemieckiego nazwa została zaadaptowana w postaci Koischwitz.

## Zabytki
Do wojewódzkiego rejestru zabytków wpisane są:
- kościół par. pw. św. Michała Archanioła, z XIV w., przebudowany w 1849 w.
- cmentarz przykościelny.

### Znane osoby związane z miejscowością
- Daniel Czepko von Reigersfeld – mistyczny poeta i dramatopisarz epoki baroku, urodzony w Koskowicach i ochrzczony w tutejszym kościele.